# 天川大島町
天川大島町（あまがわおおしままち）は、群馬県前橋市の地名。2013年現在の面積は2.06km2。丁目表示のない天川大島町及び天川大島町一 - 三丁目が設置されている。郵便番号 379-2154。住所にはないが、分け方として、丁目のある住所は『原町』、無いところは『本町』　または、『住宅』という。

## 地理
JR前橋大島駅より西側の両毛線に沿って南北に広がる地域。中央を北西から南東に両毛線が貫く。前橋大島駅周辺は木材関連の工場や施設が集積し、隣接する上大島町に跨って東前橋工業団地（通称木工団地）を形成している。両毛線と国道50号に挟まれた地域は住宅地として利用されている。
北西から南東にかけて走る前橋館林線はこの地域のみならず、周辺の地域、自治体にとっても重要な道路であり、日中の交通量は常に多い。にもかかわらず館林方面から天川大島町に入ったところで片側二車線から一車線に減線し、その先の天川大島町交差点がやや複雑な形態をしていることも相まって、この区間は慢性的に渋滞が発生していたが、1999年の前橋大島駅開業の前後から駅南側エリアの道路拡幅が順次行われそれも徐々に解消しつつある。天川大島町交差点から木工団地入口交差点付近にかけて、中央分離帯や道路わきに松（黒松）が植えられており、周辺住民からは松並木と呼ばれている。松並木は元々処刑場のあった場所で天川大島町交差点付近にひっそり建つ石碑にその名残を見ることができる。

### 河川
- 広瀬川

### 隣接地区
北は西片貝町、東片貝町に、東は野中町、上大島町、下大島町に、南は広瀬町に、西は朝日町、文京町、天川町、朝倉町に接する。

## 歴史
江戸時代に天川大島村として成立した。天川村から分村されたという伝承と、大島村から上大島村・下大島村と同様に分村されたという説がある。

### 成立について
明治10年「郡村誌」は元禄（1688年 - 1704年）ごろに天川村から分村されたとしている。他方で、寛文8年（1668年）の寛文郷帳に「大嶋村」として記述された石高が、元禄15年（1702年）の元禄郷帳では「上大嶋村」「下大嶋村」「天川大嶋村」の三村に分割されている。このことからすると、天川大島村の土地については大島村から分かれたものとみられる。天川村や下大島村出身と伝承する家や、周辺の村の寺院を菩提寺とする家があることから、人は両方からの移住があったとみられる。

### 年表
- 天正18年（1590年） - 平岩親吉が前橋城主となり、以後天川大島は江戸時代を通じて前橋藩領だった[7]。
- 元禄15年（1702年） - 元禄郷帳に「天川大嶋村」として見える[8]。

- 明治22年（1889年）4月1日 - 町村制施行により、天川大島村は上大島村、女屋村、上長磯村、東上野村、野中村、下長磯村、小島田村、小屋原村、下大島村、笂井村、上増田村、下増田村、駒形新田と合併し南勢多郡木瀬村が成立する。
- 明治29年（1896年）4月1日 - 南勢多郡と東群馬郡が統合し勢多郡となる。
- 昭和30年（1955年）4月1日 - 木瀬村の一部の天川大島、上大島、女屋、上長磯、東上野、野中が前橋市へ編入される。そのため前橋市天川大島町となる。
- 昭和52年（1977年） - 一部が西片貝町四丁目、西片貝町五丁目となる。また、西片貝町、東片貝町、野中町と天川大島町の各一部が合併し、天川大島町一丁目、天川大島町二丁目が成立する。
- 昭和60年（1985年） - 一部が上大島町となる。また、西片貝町、東片貝町、野中町と天川大島町の各一部が合併し、天川大島町三丁目が成立する。

## 世帯数と人口
2017年（平成29年）8月31日現在の世帯数と人口は以下の通りである。
| 丁目             | 世帯数    | 人口    |
| ---------------- | --------- | ------- |
| 天川大島町       | 1,227世帯 | 2,655人 |
| 天川大島町一丁目 | 466世帯   | 977人   |
| 天川大島町二丁目 | 425世帯   | 913人   |
| 天川大島町三丁目 | 904世帯   | 1,778人 |
| 計               | 3,022世帯 | 6,323人 |

## 小・中学校の学区
市立小・中学校に通う場合、学区は以下の通りとなる。
| 丁目             | 番地 | 小学校             | 中学校             |
| ---------------- | ---- | ------------------ | ------------------ |
| 天川大島町       | 一部 | 前橋市立永明小学校 | 前橋市立第五中学校 |
| 天川大島町       | 一部 | 前橋市立桃瀬小学校 | 前橋市立第五中学校 |
| 天川大島町一丁目 | 全域 | 前橋市立桃瀬小学校 | 前橋市立第五中学校 |
| 天川大島町二丁目 | 全域 | 前橋市立桃瀬小学校 | 前橋市立第五中学校 |
| 天川大島町三丁目 | 一部 | 前橋市立桃瀬小学校 | 前橋市立第五中学校 |
| 天川大島町三丁目 | 一部 | 前橋市立永明小学校 | 前橋市立木瀬中学校 |

## 交通

### 鉄道
- JR東日本両毛線前橋大島駅

### 道路
国道は北部に国道50号が通っている。県道は両毛線に平行して群馬県道2号前橋館林線(駒形バイパス)が通っている。また、東部バイパスが通っている。

## 施設
- 前橋大島駅
- 前橋天川自動車教習所
- 東前橋工業団地
- 前橋東警察署
- 前橋東警察署天川大島町交番
- 前橋市斎場
- 群馬県赤十字血液センター
- 前橋公共職業安定所（ハローワークまえばし）
- 前橋天川大島郵便局 - 昭和39年（1964年）天川大島郵便局として開局[10]。
- 愛宕神社 - 旧社格は村社[11][12]。
- 前橋藩刑場跡供養塔ならびに道しるべ - 供養塔は天保12年（1841年）、道しるべは宝暦5年（1755年）の建立[13]。前橋市指定重要文化財（昭和50年12月24日指定[14]）。